# Whitestone (Devon)
Pour les articles homonymes, voir Whitestone.
Whitestone est un village et une paroisse civile du Devon, situé dans le sud-ouest de l'Angleterre. 